# Somers (Montana)
Somers – jednostka osadnicza w Stanach Zjednoczonych, w stanie Montana, w hrabstwie Flathead.